# Austropurcellia forsteri
Austropurcellia forsteri (syn.: Neopurcellia forsteri) - gatunek kosarza z podrzędu Cyphophthalmi i rodziny Pettalidae.

## Biotop
Bytuje w ściółce.

## Występowanie
Gatunek endemiczny dla Australii. Występuje w Queensland.